# ナスティ・ボーイズ
ザ・ナスティ・ボーイズ（The Nasty Boys）は、1990年代を中心に活躍したプロレスのタッグチームである。アメリカ合衆国ペンシルベニア州出身のプロレスラー、ブライアン・ノッブスとジェリー・サッグスによって結成された。
スプレーでエアロゾールされたスリーブレスTシャツとロングコート、サングラス、モヒカン状のマレットをトレードマークに、ストリートギャング系のヒールとしてWWFやWCWで世界タッグ王座を獲得した。ギミック上の設定そのままに、私生活でも喧嘩っ早いことで知られている（彼らのエピソードは、ミック・フォーリーの自著『Have a Nice Day!』に詳しい）。

## メンバー
- ブライアン・ノッブス（Brian Knobbs）
  - 身長：188cm、体重：135kg。金髪のマレットでアンコ型の巨漢。
- ジェリー・サッグス（Jerry Sags）
  - 身長：191cm、体重：130kg。黒髪のマレットで前歯が欠けている。

## 来歴

### 初期
共にペンシルベニア州アレンタウン出身の東欧ユダヤ系アメリカ人で、幼なじみの間柄だった。プロ入りはノッブスの方が早く、サッグスのデビューに伴い1986年にバーン・ガニアのAWAでチームを結成する。翌1987年にはテネシー地区のCWAでバッド・カンパニー（ポール・ダイヤモンド&パット・タナカ）からAWA南部タッグ王座を奪取。1988年末からはフロリダ地区のFCW（PWF）に進出、ジョニー・エース&ザ・ターミネーター、ボビー・ジャガーズ&ブラック・バートなどのチームを相手に、FCWタッグ王座（NWAフロリダ・タッグ王座の改称タイトル）を再三獲得した。
1989年11月、全日本プロレスの世界最強タッグ決定リーグ戦に初来日。キャリア不足のため最下位の戦績に終わったものの、大物チームを向こうに回し、荒削りながらイキのいいラフファイトを披露して健闘した。

### WWF
1990年、WCWでのスタイナー・ブラザーズ（リック&スコット・スタイナー）との抗争を経て、同年末にWWFと契約。ジミー・ハートをマネージャーに悪党人気を高め、1991年3月24日のレッスルマニアVIIでハート・ファウンデーション（ブレット・ハート&ジム・ナイドハート）からWWF世界タッグ王座を奪取する。
同年8月26日、ニューヨークのマディソン・スクエア・ガーデンにて行われたサマースラム1991でリージョン・オブ・ドゥーム（ホーク&アニマル）に敗れ王座を失うが、その後もヒールの主力チームとして活躍。LODやザ・ロッカーズ（マーティ・ジャネッティ&ショーン・マイケルズ）、ナチュラル・ディザスターズ（アースクエイク&タイフーン）らを相手にバイオレンス・ファイトを繰り広げた。
その一方、どことなくコミカルで陽気なキャラクターが子供達に支持され、1992年にジミー・ハートとの仲間割れアングルが組まれベビーフェイスに転向。以降はテッド・デビアスとIRSのマネー・インコーポレーテッドと抗争を展開した。

### WCW
1993年、WWFを離脱してWCWと再契約。女性マネージャーのミッシー・ハイアットを迎えてヒールに戻り、同年9月19日にフォー・ホースメンのアーン・アンダーソン&ポール・ローマからWCW世界タッグ王座を奪取する。以降、同年10月24日に2・コールド・スコーピオ&マーカス・バグウェル、1995年5月21日にハーレム・ヒート（スティービー・レイ&ブッカー・T）を破り、通算3回に渡って同王座のチャンピオン・チームとなった。1995年には再びフェイスターンし、ハーレム・ヒートおよびブルー・ブラッズ（ロード・スティーブン・リーガル&アール・ロバート・イートン）との三つ巴のタッグ抗争も行われている。
この間、1993年8月に当時WCWと提携していた新日本プロレスに来日。同年12月の再来日では、ジュラシック・パワーズ（スコット・ノートン&ヘラクレス・ヘルナンデス）が保持していたIWGPタッグ王座に挑戦している。その後も新日本には1995年末まで計5回参戦した。
1996年のnWo登場後はジ・アウトサイダーズ（ケビン・ナッシュ&スコット・ホール）とリング内外で抗争し、ホールのイス攻撃でサッグスが首を負傷して引退。1997年にチームを解散し、ノッブスはシングルプレイヤーに転向した。

### 2000年代

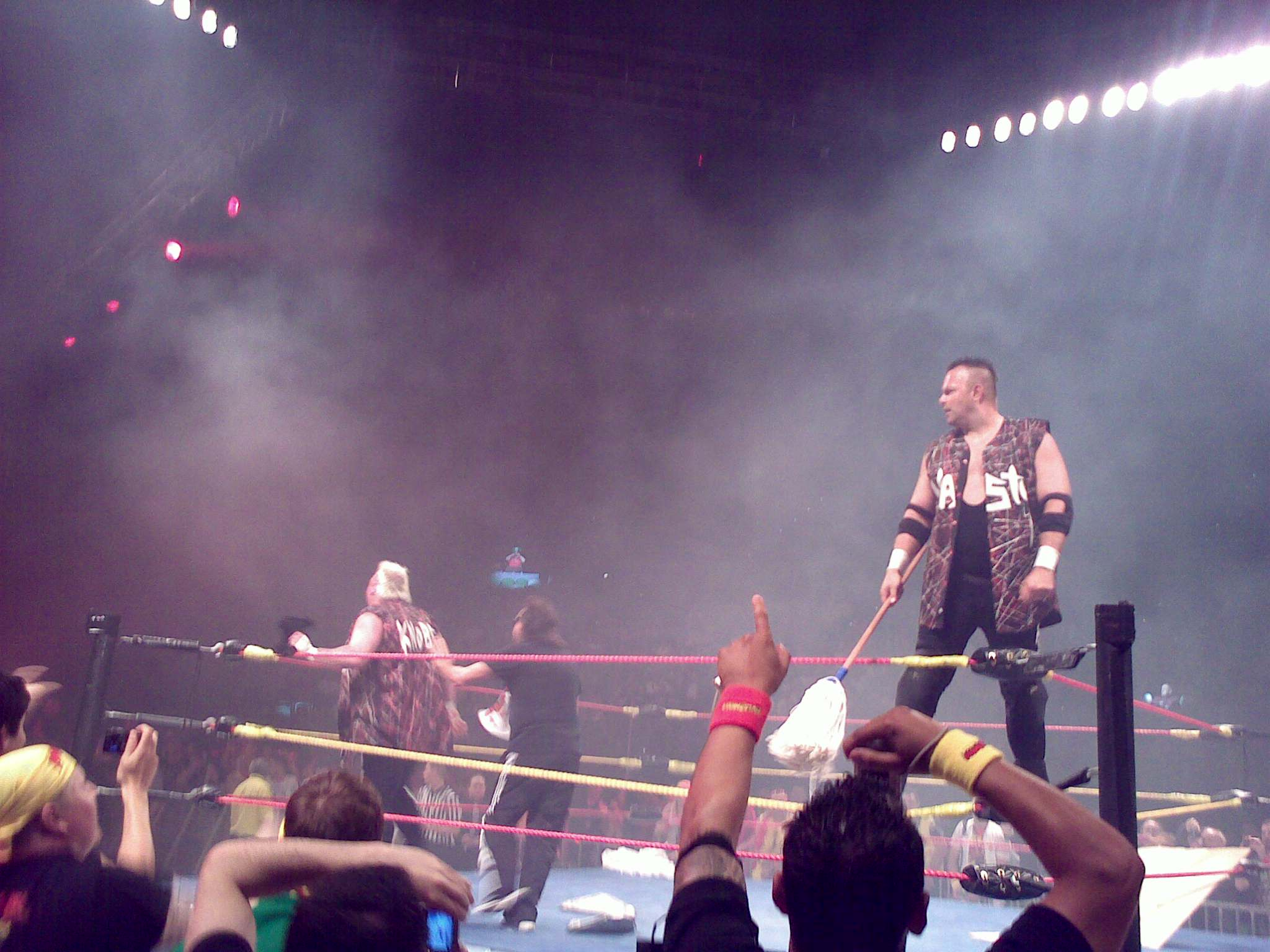
ハルカマニア・ツアーでのナスティ・ボーイズ（2009年）

WCW崩壊後の2001年、共通の親友であるハルク・ホーガンやジミー・ハートも関わっていたフロリダ州タンパのXWF（Xcitement Wrestling Federation）の旗揚げに参加し、短期間ながらチームを再結成している。
2007年11月20日にはジョニー・エースの仲介により、在住地のタンパで行われた『スマックダウン』のダーク・マッチに出場。デイブ・テイラー&ドリュー・マッキンタイアの英国師弟コンビと対戦し、14年半ぶりのWWE登場を果たした。しかし、新人のマッキンタイアに過度な攻撃を仕掛けるなどの諸問題を起こし、継続的な再契約には至らなかった。
2009年11月、ハルク・ホーガンがオーストラリアでプロモートした "Hulkamania Tour" に参戦。2010年1月からはホーガンのTNA参戦に伴い、彼らもTNAに登場。チーム3Dとの抗争アングルが展開されるも、3月末に契約を解除された。

## 合体攻撃
- ダブルDDT
- Trip to Nastyville

ノッブスのパワースラム&サッグスのダイビング・エルボー・ドロップ。彼らは出身地のアレンタウンを "Nastyville" と呼称していた。
- Pit Stop

相棒の腋の下（Armpit）に相手の顔を押し付け、強烈なワキガの臭いでダメージを与える。WWFでのベビーフェイス転向時より使用。
- Clubberin’

相手に対する交互のパンチ攻撃。実況中にコメンテーターのダスティ・ローデスが名付けた。

## 獲得タイトル
コンチネンタル・レスリング・アソシエーション
- AWA南部タッグ王座：2回[2]

フロリダ・チャンピオンシップ・レスリング
- FCWタッグ王座（NWAフロリダ・タッグ王座）：5回[3]

ワールド・レスリング・フェデレーション
- WWF世界タッグ王座：1回[4]

ワールド・チャンピオンシップ・レスリング
- WCW世界タッグ王座：3回[5]

エキサイトメント・レスリング・フェデレーション
- XWF世界タッグ王座：1回